# Ar tonelico II: Melody of Metafalica
Ar tonelico II: Melody of Metafalica, connu au Japon sous le nom  Ar tonelico II Sekai ni Hibiku Shōjo-tachi no Metafalica  (アルトネリコ２　世界に響く少女たちの創造詩, Aru toneriko Tsū Sekai ni Hibiku Shōjo-tachi no Metafarika), est un jeu vidéo de rôle développé par Gust et édité par Banpresto au Japon, NIS America en Amérique du Nord et en Europe. La version PlayStation 2 est distribuée par Koei et Flashpoint AG en Europe.
Cet opus de la série Ar tonelico est sorti le 25 octobre 2007 au Japon, le 20 janvier 2009 en Amérique du Nord et le 5 juin 2009 en Europe.

## Accueil
- IGN : 8,4/10[1]